# Иштван Ђенге
Иштван Ђенге (Рогендорф, 3. април 1920 — Нови Сад, 6. март 2002) je био професор историје у ОШ „Братство-јединство” у Врбасу, оснивач Клуба љубитеља старина и сакупљач предмета који су чинили музејску збирку из које се развио Музеј. Он је био задужен за Музејску збирку Врбаса, основану 1969. године као Завичајна збирка. Завичајна збирка тада функционише у оквиру Дома културе (данашњи Културни центар Врбаса).

## Биографија
Иштван Ђенге је рођен је 1920. године као пето од шесторо деце у породици надничара Ђенге Петера и супруге Ержебет. Место његовог рођења се тада звало Рогендорф. Данашњи назив је Банатски Душановац и налази се у општини Житиште.
Четири разреда основне школе је завршио у Кикинди, где се породица преселила кад је Иштван имао девет година. Гимназију је започео у Зрењанину, у колегијуму Енгл, а завршио у Вршцу, пошто је добио стипендију као обдарено дете сиромашних родитеља које се спрема за верску службу. Међутим, пре завршног испита 1940. године, одлучио је да се неће запопити.
После гимназије, завршио је организовани течај за помоћне учитеље у Зрењанину. Након рата, завршио је обуку за наставнике у Сенти.
Оженио се 1946. године.
Новембра 1946. одлази на одслужење редовног војног рока. Године 1949, у време Информбироа, био је осуђен на годину дана затвора у Книћанину.
Факултет у Новом Саду уписује 1957. године.
За рад и залагање, добио је награду Искре културе од Покрајинског министра кулуре и образовања, која се састоји од уметничке статуе и дипломе.
Умро је 6. марта 2002. у Новом Саду.

## Радно ангажовање
Службовање је започео 1941. године у Банатској Тополи. Напредној омладини се прикључио 1943. године, а пошто је мобилисан, као школован, служи при официрској команди у позадини. На прву службу, након рата, распоређен је у село Плавна код Бача. Након одслужења војног рока, добија посао основној школи Фејеш Клара у Кикинди.
Након издржавања затворске казне 1949, није могао да добије посао у струци, већ је радио као баштован у Кикинди. Године 1954. се сели у Врбас и, због недостатка кадрова, добија посао у осноној школи „Братство јединство” као наставник историје и географије.

## Волонтерско ангажовање
Иштван Ђенге је био веома ангажован у ваннаставним активностима и у раду културно-уметничког друштва. Радио је на унапређивању наставних средстава и са ученицима и њиховим родитељима израђивао рељефне карте и рељефни глобус, пречника преко 1 m.
Подстицао је децу да прикупљају старе ствари и доносе их у школу. све прикупљене ствари је чувао у свом кабинету, почевши од 1954. године. Збирка се увећавала па су организоване изложбе у школском холу и у холу позоришта. Овим ентузијазмом је утемељена завичајна збирка. Године 1971. је оформљено и званично регистровано Друштво пријатеља старина. Захваљујући Иштвановом ангажовању, број предмета у збирци се повећавао па се региструје Завичајна збирка. Збирка је у извештају заведена као „затвореног типа“, а материјал је приступачан само на тематским изложбама. До тада су, у просторијама Дома културе, организоване три изложбе: изложба оружја 1972. године, изложба нумизматике 1973. године и Врбас у прошлости 1973. године. Све три изложбе организоване су уз помоћ надлежног музеја, Музеја града Новог Сада.
Предмети су пописани у каталог а стручњаци из Музеја Војводине највредније предмете уврштавају у каталог Музеја Војводине. Завичајна збирка прераста у Завичајни музеј 1987. године.
Као пензионер, Иштван је наставио са радом у збирци. Писао је чланке, радио на преводима књига са темама о животу и раду Врбашана. Издао је „Алманах о Врбасу” превод са мађарског на српски језик, „Врбас данас” и „Спортски живот Врбаса”, превод са немачког на српски. Направио је фото збирку значајних објеката Врбаса. Истражио је и спровео постављање обележја значајних објеката у Врбасу као што су загробно место градитеља Великог бачког канала — господина Киш Јожефа, срушена синагога, прва Гимназија из 1888. године, суви млин – такозвана сувача, итд.

## Галерија
- Иштван Ђенге са сарадницима испред Томанове виле у Врбасу
- Уређивање збирке старих предмета
- Иштван и сарадници уређују музејску збирку